# Československá hokejová liga 1968/1969
26. ročník československé hokejové ligy 1968/69 se hrál pod názvem I. liga.

## Herní systém
10 účastníků hrálo v jedné skupině čtyřkolově systémem každý s každým. Poslední mužstvo sestoupilo.

## Pořadí
| Poř. | Tým                     | Zápasy | Výhry | Remízy | Porážky | Skóre   | Body |
| ---- | ----------------------- | ------ | ----- | ------ | ------- | ------- | ---- |
| 1.   | Dukla Jihlava           | 36     | 29    | 1      | 6       | 206:83  | 59   |
| 2.   | ZKL Brno                | 36     | 26    | 2      | 8       | 184:121 | 54   |
| 3.   | Slovan CHZJD Bratislava | 36     | 22    | 5      | 9       | 147:115 | 49   |
| 4.   | Tesla Pardubice         | 36     | 17    | 3      | 16      | 150:137 | 37   |
| 5.   | SONP Kladno             | 36     | 15    | 6      | 15      | 115:121 | 36   |
| 6.   | Sparta ČKD Praha        | 36     | 14    | 5      | 17      | 147:129 | 33   |
| 7.   | VSŽ Košice              | 36     | 13    | 4      | 19      | 111:146 | 30   |
| 8.   | CHZ Litvínov            | 36     | 10    | 5      | 21      | 111:164 | 25   |
| 9.   | TJ Gottwaldov           | 36     | 12    | 0      | 24      | 109:181 | 24   |
| 10.  | Motor České Budějovice  | 36     | 5     | 3      | 28      | 103:186 | 13   |

## Nejlepší střelec
- Jaroslav Jiřík (ZKL Brno) - 36 gólů
- Josef Černý (ZKL Brno) - 30 gólů
- Jan Suchý (Dukla Jihlava) - 30 gólů
- Jiří Holík (Dukla Jihlava) - 29 gólů
- Václav Nedomanský (Slovan CHZJD Bratislava) - 27 gólů
- Jan Hrbatý (Dukla Jihlava) - 26 gólů
- Jan Havel (Sparta ČKD Praha) - 24 gólů
- Jozef Golonka (Slovan CHZJD Bratislava) - 23 gólů
- Vladimír Martinec (Tesla Pardubice) - 23 gólů

## Soupisky mužstev

### ZKL Brno
Vladimír Nadrchal (34/3,00/-),
Jaromír Přecechtěl (8/2,63/-) –
Lubomír Hrstka (12/1/1/-),
Břetislav Kocourek (34/3/9/-),
Oldřich Machač (36/11/6/-),
Jaromír Meixner (31/6/11/-),
Rudolf Potsch (36/10/16/-) –
Josef Barta (20/2/2/-),
Josef Černý (36/30/14/-),
Richard Farda (35/23/13/-),
Jaroslav Jiřík (32/36/7/-),
Zdeněk Kepák (34/10/13/-),
Milan Kokš (36/8/21/-),
Rudolf Scheuer (26/2/5/-),
Ivan Stehlík (31/4/3/-),
František Ševčík (35/22/9/-),
Ivo Winkler (16/5/4/-) –
trenér František Vaněk

### Sparta ČKD Praha
Jaroslav Jágr (13/3,89/-/-),
Pavel Wohl (25/3,38/-/-) -
Miroslav Beránek (35/3/6/28),
Jan Eysselt (32/2/2/15),
Josef Horešovský (35/6/6/48),
Petr Lindauer (21/0/1/6),
Karel Masopust (35/12/7/54),
Jiří Petrnoušek (1/0/0/0),
Eduard Šmíd (32/1/3/10) -
Jiří Adamec (33/15/12/10),
Petr Brdička (35/11/13/2),
Václav Černý (36/10/7/10),
Jan Havel (36/23/13/36),
Václav Horák (3/0/1/0),
Petr Kašťák (34/8/8/6),
Jiří Kochta (35/9/9/10),
Václav Libora (2/1/0/0),
Pavel Svoboda (36/12/6/22),
Rudolf Šindelář (35/18/18/36),
Jaroslav Tůma (2/0/0/),
Pavel Volek (35/17/12/16)

### CHZ Litvínov
Antonín Kočí (36/2,58/-/-),
Jiří Trup (4/4,50/-/-) -
Jiří Bubla (36/4/5/-),
Jaroslav Egermajer (28/2/3/-),
Jaroslav Hrdý (4/0/0/-),
Oldřich Obrtlík (6/1/0/-),
Jaroslav Piskač (35/5/5/-),
Zdeněk Rippel (29/2/2/-),
Miroslav Rykl (3/0/0/-),
Jan Vopat (8/1/0/-) -
Josef Beránek (36/8/13/-),
Ivan Hlinka (36/21/17/-),
Oldřich Kašťák (28/2/1/-),
Jaroslav Krupička (26/5/3/-),
Karel Marx (19/1/3/-),
Stanislav Mužík (2/1/0/-),
Jaroslav Nedvěd (36/22/3/-),
Jiří Perk (4/0/2/-),
Karel Ruml (36/4/15/-),
Petr Staňkovský (1/0/0/-),
Josef Ulrych (36/9/4/-),
Antonín Waldhauser (24/4/1/-),
Petr Zelenka (36/19/6/-)

### TJ Gottwaldov
Jiří Králík (1/5,45/86,4/-),
Horst Valášek (31/4,65/87,9/-),
František Vyoral (14/6,00/84,0/-) -
Jaromír Hanačík (30/0/0/-),
Josef Jenáček (29//0/-),
Josef Pagáč (14/0/0/-),
Peter Pokorný (27/3/2/-),
Kamil Svojše (30/1/3/-),
Jaroslav Šíma (3/1/0/-),
Antonín Tomaník (24/3/0/-) -
Petr Bavor (33/3/21/-),
Tomáš Dolák (6/0/0/-),
Karel Heim (36/13/10/-),
Lubomír Koutný (25/3/2/-),
Josef Kožela (32/13/10/-),
Václav Králík (10/1/0/-),
František Krejčíř (7/0/0/-),
Ladislav Maršík (32/10/7/-),
Jiří Poláček (34/14/7/-),
Jan Přikryl (2/1/0/-),
Stanislav Přikryl (33/12/6/-),
Miloslav Srovnal (9/2/1/-),
Karel Trtílek (27/6/4/-),
Petr Vašek (32/9/3/-),
Pavel Všianský (13/1/0/-) -
trenéři Ota Mrlík, Kamil Svojše a Vladimír Kotek

## Kvalifikace o 1. ligu
| Poř. | Tým                            | Zápasy | Výhry | Remízy | Porážky | Skóre | Body |
| ---- | ------------------------------ | ------ | ----- | ------ | ------- | ----- | ---- |
| 1.   | TJ Škoda Plzeň                 | 6      | 5     | 0      | 1       | 33:12 | 10   |
| 2.   | TJ VŽKG Ostrava                | 6      | 4     | 1      | 1       | 26:16 | 9    |
| 3.   | TJ Autoškoda Mladá Boleslav    | 6      | 1     | 1      | 4       | 21:34 | 3    |
| 4.   | Iskra Smrečina Banská Bystrica | 6      | 1     | 0      | 5       | 16:34 | 2    |

## Zajímavosti
- V 1. kole hrála Dukla Jihlava doma se ZKL Brno 0:7.[1]

## Rozhodčí

### Hlavní
- Jiří Adam
- Miloš Pláteník
- Karel Svoboda
- Milan Vidlák

### Hlavní i čároví
- Quido Adamec
- Rudolf Baťa
- Michal Bucala
- Oldřich Bartík
- Otto Czerný
- Richard Hajný
- Viktor Hollý
- Jan Pažout
- František Planka
- Rudolf Prejza

### Čároví
- Ladislav Bartoš
- Štefan Baštuga
- Vlastimil Hajšman
- Vladislav Karas
- Josef Kropáček
- Oldřich Kuma
- Ján Liška
- Ján Macho
- Ivan Marko
- Dušan Navrátil
- Miloslav Pešek
- Vojtěch Pochop
- Aleš Pražák
- Zdeněk Rohs
- Ladislav Rybka
- Karel Sládeček
- Jan Špalek
- Milan Vavrík
- Jaroslav Vojpich